# Pilaira caucasica
Pilaira caucasica är en svampart som beskrevs av Milko 1970. Pilaira caucasica ingår i släktet Pilaira och familjen Mucoraceae.   Inga underarter finns listade i Catalogue of Life.